# Palliduphantes trnovensis
Palliduphantes trnovensis là một loài nhện trong họ Linyphiidae.
Loài này thuộc chi Palliduphantes. Palliduphantes trnovensis được miêu tả năm 1931 bởi Drensky.